# Klaus Mohrs

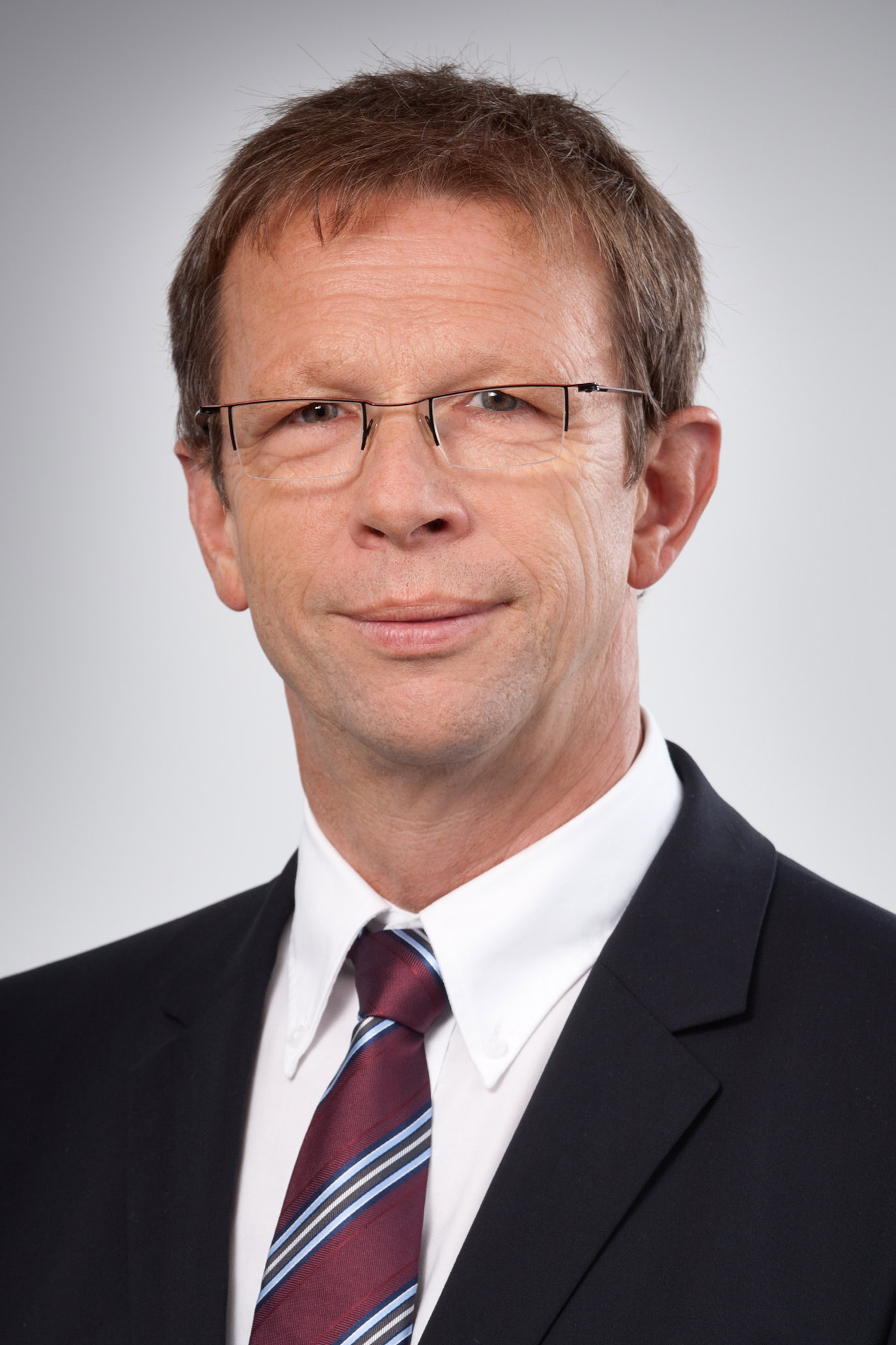
Klaus Mohrs, 2011

Klaus Dieter Mohrs (* 27. Juni 1952 in Mönchengladbach) ist ein deutscher Politiker (SPD) und war von 2012 bis zum 30. September 2021 Oberbürgermeister der Stadt Wolfsburg (Niedersachsen).

## Leben
Mohrs wuchs in Koblenz auf und machte am dortigen Eichendorff-Gymnasium sein Abitur. Er studierte bis 1976 an der erziehungswissenschaftlichen Hochschule Koblenz Soziologie, Psychologie, Pädagogik, Sozialpädagogik, Philosophie und Politikwissenschaften mit dem Abschluss Diplom-Pädagoge. Er arbeitete 3 ½ Jahre in der Jugendzentrumsbewegung und leitete das Haus der Jugend in Neuwied.
1980 kam Mohrs nach Wolfsburg und wurde dort zum Stadtjugendpfleger gewählt. Er übernahm 1990 die Leitung des städtischen Jugendamtes und wurde 1999 in den Verwaltungsvorstand als Stadtrat für Jugend, Soziales, Ausländer, Klinikum berufen. 2001 stieg er zum Ersten Stadtrat auf, verantwortete seitdem die Ressorts Jugend, Schule, Integration, Klinikum, Personal, Schwefelbad und war allgemeiner Vertreter des Wolfsburger Oberbürgermeisters.
2011 wurde er durch die Wolfsburger SPD zum Kandidaten für das Amt des Wolfsburger Oberbürgermeisters gekürt, nachdem der bisherige Oberbürgermeister Rolf Schnellecke (CDU) seinen vorzeitigen Rücktritt zum Jahresende 2011 erklärt hatte. Die Wahl zum Oberbürgermeister fand am 11. September 2011 gemeinsam mit der niedersächsischen Kommunalwahl statt. Mohrs wurde mit einer absoluten Mehrheit von 63,1 % gewählt. Zum 1. Januar 2012 übernahm er das Amt des Oberbürgermeisters der Stadt Wolfsburg. Zur Kommunalwahl 2021 trat Mohrs nicht mehr an. Sein Nachfolger wurde Dennis Weilmann (CDU).
Klaus Mohrs ist verheiratet und hat zwei Söhne. Sein Sohn Falko Mohrs ist ebenfalls Politiker.